# Donington Castle
Donington Castle ist eine abgegangene Burg im Dorf Castle Donington nördlich des East Midlands Airport in der englischen Grafschaft Leicestershire.
Die Burg ließ Anfang des 12. Jahrhunderts die Familie Lacy erbauen. In der Zeit der Magna Carta (um 1215) wurde sie angegriffen. 1311 fiel sie an Thomas Plantagenet, 2. Earl of Lancaster, den Vetter König Eduards II., und kam später in den Besitz der Krone.
Eventuelle Überreste der Ruine wurden beim Bau von Donington House integriert.